# 关于猪笼草属
《关于猪笼草属》（Over het geslacht Nepenthes）是由彼得·威廉·科塔尔斯所著的关于猪笼草属植物的专著。其在1839年发表于康拉德·雅各·特明克的《荷兰海外属地自然历史纪要》（Verhandelingen over de Natuurlijke Geschiedenis der Nederlandsche overzeesche bezittingen）中。学界普遍认为该作品是第一本关于猪笼草属的专著。
彼得·威廉·科塔尔斯共确定了9个物种：
1. 苹果猪笼草
N. ampullaria
2. 邦苏猪笼草
N. bongso
3. 博世猪笼草
N. boschiana
4. 滴液猪笼草
N. distillatoria
5. 小猪笼草
N. gracilis
6. 裸瓶猪笼草
N. gymnamphora
7. 马达加斯加猪笼草
N. madagascariensis
8. 叶瓮猪笼草
N. phyllamphora，现在被认为是奇异猪笼草的同物异名[4]
9. 莱佛士猪笼草
N. rafflesiana

该专著首次描述了邦苏猪笼草、博世猪笼草和小猪笼草，共6份描述附有水彩画。